# منتخب إسبانيا لكرة اليد للناشئات
منتخب إسبانيا لكرة اليد للناشئات هو ممثل إسبانيا الرسمي في المنافسات الدولية في كرة اليد للناشئات.